# Municipio de Kendall (condado de Kearny)
El municipio de Kendall (en inglés: Kendall Township) es un municipio ubicado en el condado de Kearny en el estado estadounidense de Kansas. En el año 2010 tenía una población de 103 habitantes y una densidad poblacional de 0,21 personas por km².

## Geografía
El municipio de Kendall se encuentra ubicado en las coordenadas 37°48′50″N 101°20′34″O / 37.81389, -101.34278. Según la Oficina del Censo de los Estados Unidos, el municipio tiene una superficie total de 493.58 km², de la cual 493,56 km² corresponden a tierra firme y (0 %) 0.02 km² es agua.

## Demografía
Según el censo de 2010, había 103 personas residiendo en el municipio de Kendall. La densidad de población era de 0,21 hab./km². De los 103 habitantes, el municipio de Kendall estaba compuesto por el 89,32 % blancos, el 0,97 % eran amerindios, el 9,71 % eran de otras razas. Del total de la población el 25,24 % eran hispanos o latinos de cualquier raza.